# ريتشارد ويبستر (مؤلف نيوزيلندي)
ريتشارد ويبستر (بالإنجليزية: Richard Webster)‏ (9 ديسمبر 1946، أوكلاند في نيوزيلندا)؛ روائي نيوزيلندي.